# Hadziella
Hadziella is een geslacht van weekdieren uit de klasse van de Gastropoda (slakken).

## Soorten
- Hadziella leonorae Rolán & Pardo, 2007